# Daniel De Bruycker
Pour les articles homonymes, voir De Bruycker.
Daniel De Bruycker, né en 1953 à Bruxelles, est un écrivain, critique et traducteur belge .

## Biographie
De 1977 à 1987, il est critique musical et de théâtre au journal Le Soir, à Bruxelles, et en France pour Le Monde et Le Monde de la musique.
Il réalise de nombreux reportages en Europe et en Asie puis il devient concepteur de jeux publics (La Fureur de lire en 1993) et de programmes interactifs sur CD-I (Mondo Quest, Tectis/Little Big One, 1992) et CD-ROM (Baby, Media International, 1996). 
Il est aussi le coauteur, avec son épouse Chantal Deltenre notamment, de différents Carnets de route de Tintin (Casterman, 1990-1999)
Par ailleurs, depuis 1989, il développe en France, puis en Belgique, des ateliers poétiques d'accès à l'écriture destinés aux enfants de 5 à 11 ans, selon une méthode personnelle fondée sur le calligramme : Les Mots-Images.
Il expérimente dans une série de « Destins nomades » le genre de la « poésie-fiction », inventant des poèmes de peuples nomades oubliés qu'il présente comme d'authentiques traductions, avec apparat pseudo-philologique et contexte culturel mêlant le vrai et le faux.
Il a reçu le prix Maurice Carême en 2007.

### Poèmes
- La Mer est ronde,  Bruxelles, Belgique, Éditions Le Cormier, 1987, 113 p. (BNF 34945614)
- Dédale, nō, dessins d’Isabelle Raviolo, Bruxelles, Théâtre-Poème, 1989 ; nouvelle édition, Paris, Éditions La Dame d’onze heures, 2012, 63 p.  (ISBN 978-2-9529517-9-1)
- Destins nomades, Amay, Belgique, Les éditions l’Arbre à Paroles, 1995.
- La Pierre de soi, Paris, Éditions Entente, 1996, 79 p.  (ISBN 2-7266-0118-9)
- Poèmes de Hou Dang Ye (Destins nomades 1), poésie-fiction, traduction du chinois, Coaraze, France, Éditions L’Amourier, 2000, 73 p.  (ISBN 2-911718-42-9)
- Disputatio Lamberti de Secario Orbique Orcadigeni (collectif) [= Dispute de Lambert de Sy et de l’Anonyme des Orcades], poésie-fiction, Paris, Jean-Cyril Godefroy, 2002.
- Jâtaka de l'arbre, légende, Court-Saint-Etienne, Belgique, Maelström - Images d'Yvoires, 2002.
- Architecture des geôles, avec Otto Ganz illustr., Coaraze, France, Éditions L'Amourier, 2003.
- Ghazâls des Hu (Destins nomades 2), poésie-fiction, Coaraze, France, Éditions L’Amourier, 2004, rééd. 2006, 73 p.  (ISBN 2-911718-42-9)
- Couper ici, poèmes 1975-2005, Châtelineau, Belgique, Éditions Le Taillis Pré, 2005, 255 p.  (ISBN 2-87450-000-3)
- Prière les mains derrière le dos, Châtelineau, Belgique, Éditions Le Taillis Pré, 2007, 67 p.  (ISBN 978-2-87450-022-0)
- 9 Neuvaines, 3 vols, Bruxelles, MaelstrÖm - reEvolution, 2015, 2017, 2019.
- Passeports pour ailleurs. Poésie mémorielle Wu-sun (Destins nomades 5), textes choisis et établis par Ilan Precjev-Ilan [personne fictive], traduits et présentés par D. De Br., poésie-fiction, Amay, Belgique, Les éditions de l'Arbre à paroles, 2018, 294 p.  (ISBN 978-2-87406-672-6)

### Romans
- Silex. La tombe du chasseur, Arles, France, Actes Sud, coll. « Domaine français », 1999, 186 p.  (ISBN 2-7427-2414-1)
- Eïtô. Lampe d'ombre, Arles, France, Actes Sud, coll. « Domaine français », 2001, 158 p.  (ISBN 2-7427-3237-3)
- Lettres de Treste (2004), Arles, France, Actes Sud, coll. « Domaine français », 2004, 267 p.  (ISBN 2-7427-4793-1)
- L’Orée, Avin, Belgique, Éditions Luce Wilquin, coll. « Sméraldine », 2015, 288 p.  (ISBN 978-2-88253-514-6)

### Essais
- Le Butô et ses fantômes, entretiens, Alternatives théâtrales 1986, rééd. 1989.
- Les Carnets de route de Tintin (12 vol., en coll. avec M. Noblet, C. Deltenre et M. Dauber), Bruxelles, Éditions Casterman/Films du Sable, Bruxelles, 1992-1993.
- Irlande, l'île fatale (en coll. avec J.-M. Bertrand), Avignon, Éditions Barthélémy, 1997.
- Lumières sur l'Angleterre (en coll. avec Luc Giard), Avignon, Éditions Barthélémy, 1997.
- Albion, l'île blanche (en coll. avec A.-S. Tiberghien), Paris, Éditions Anako, 1998.